# Wolfram Waibel senior
Wolfram Waibel (* 1. Juli 1947 in Hohenems, Vorarlberg; † 13. Dezember 2023) war ein österreichischer Sportschütze.

## Leben
Er errang 75 nationale Meistertitel und mehrere Medaillen bei Welt- und Europameisterschaften. Bei fünf verschiedenen Olympischen Sommerspielen nahm er an insgesamt neun Schießsport-Bewerben teil, wobei er bestenfalls den 13. Platz erreichte.
Sein Sohn Wolfram Waibel junior nahm an vier Olympischen Sommerspielen teil und gewann dabei eine Silber- und eine Bronzemedaille. Am KK-Liegendkampf Bewerb in Barcelona 1992 nahmen Vater und Sohn teil. Der Sohn wurde 11., Waibel senior belegte den 31. Platz. Enkelin Sheileen Waibel wurde ebenfalls Sportschützin.
Wolfram Waibel senior starb am 13. Dezember 2023 im Alter von 76 Jahren.

## Teilnahmen bei Olympischen Spielen
- Barcelona 1992
KK-Liegendkampf: 31. Platz
- Moskau 1980
KK-Freigewehr (3x40): 24. Platz
KK-Liegendkampf: 25. Platz
- Montreal 1976
KK-Freigewehr (3x40): 40. Platz
KK-Liegendkampf: 20. Platz
- München 1972
KK-Freigewehr (3x40): 25. Platz
KK-Liegendkampf: 13. Platz
- Mexiko-Stadt 1968
KK-Freigewehr (3x40): 32. Platz
KK-Liegendkampf: 53. Platz

## Medaillen bei Großereignissen
- Europameisterschaften 1993: Bronze im KK-Liegendkampf
- Europameisterschaften 1989: Silber im KK-Liegendkampf
- Europameisterschaften 1979: Bronze im KK-Liegendkampf
- Weltmeisterschaft 1974: Bronze im KK-Liegendkampf
- Weltmeisterschaft 1970: Silber im 50 m kniend
- Europameisterschaften 1969: Silber im KK-Liegendkampf